# Neoseiulus recifensis
Neoseiulus recifensis är en spindeldjursart som beskrevs av Gondim Jr. och Moraes 200. Neoseiulus recifensis ingår i släktet Neoseiulus och familjen Phytoseiidae. Inga underarter finns listade i Catalogue of Life.